# Endophyllum centranthi-rubri
Endophyllum centranthi-rubri är en svampart som beskrevs av Poir. 1902. Endophyllum centranthi-rubri ingår i släktet Endophyllum och familjen Pucciniaceae.   Inga underarter finns listade i Catalogue of Life.